# Sarah van Emst
Sarah van Emst (* 6. November 2004) ist eine niederländische Tennisspielerin.

## Karriere
Van Emst spielt vor allem auf der ITF Women’s World Tennis Tour, auf der sie bisher einen Einzel- und 14 Titel im Doppel gewinnen konnte.

## Turniersiege

### Einzel
| Nr. | Datum         | Turnier  | Kategorie | Belag     | Finalgegnerin     | Ergebnis  |
| --- | ------------- | -------- | --------- | --------- | ----------------- | --------- |
| 1.  | 30. März 2025 | Monastir | ITF W15   | Hartplatz | Elena Milovanović | 7:68, 6:4 |

### Doppel
| Nr. | Datum             | Turnier             | Kategorie | Belag     | Partnerin                 | Finalgegnerinnen                             | Ergebnis          |
| --- | ----------------- | ------------------- | --------- | --------- | ------------------------- | -------------------------------------------- | ----------------- |
| 1.  | 3. September 2022 | Haren               | ITF W15   | Sand      | Annelin Bakker            | Mariia Bergen Agustina Chlpac                | 6:3, 6:72, [10:5] |
| 2.  | 5. August 2023    | Eindhoven           | ITF W15   | Sand      | Joy de Zeeuw              | Rose Marie Nijkamp Isis Louise van den Broek | 6:1, 4:6, [10:8]  |
| 3.  | 17. Februar 2024  | Scharm asch-Schaich | ITF W15   | Hartplatz | Jeong Bo-young            | Jewgenija Burdina Yasmin Ezzat               | 6:2, 6:1          |
| 4.  | 24. Februar 2024  | Scharm asch-Schaich | ITF W15   | Hartplatz | Annelin Bakker            | Elena-Teodora Cadar Melanie Klaffner         | 6:1, 6:0          |
| 5.  | 20. April 2024    | Telde               | ITF W15   | Sand      | Isis Louise van den Broek | Tilwith Di Girolami Laïa Petretic            | 6:4, 2:6, [10:2]  |
| 6.  | 29. Juni 2024     | Alkmaar             | ITF W15   | Sand      | Michaëlla Krajicek        | Valentina Ivanov Rebecca Munk Mortensen      | 6:4, 6:4          |
| 7.  | 27. Juli 2024     | Kuršumlijska Banja  | ITF W15   | Sand      | Annelin Bakker            | Tilwith Di Girolami Loes Ebeling Koning      | 6:4, 3:6, [10:4]  |
| 8.  | 10. August 2024   | Kuršumlijska Banja  | ITF W15   | Sand      | Loes Ebeling Koning       | Uljana Hrabawez Galena Krastenowa            | 6:0, 6:4          |
| 9.  | 30. November 2024 | Scharm asch-Schaich | ITF W15   | Hartplatz | Loes Ebeling Koning       | Joy de Zeeuw Britt du Pree                   | 7:64, 4:6, [11:9] |
| 10. | 22. Februar 2025  | Manacor             | ITF W15   | Hartplatz | Loes Ebeling Koning       | Anastasia Abbagnato Marie Weckerle           | 6:4, 4:6, [10:6]  |
| 11. | 1. März 2025      | Manacor             | ITF W15   | Hartplatz | Isis Louise van den Broek | Jasmijn Gimbrère Alice Robbe                 | 6:4, 6:4          |
| 12. | 22. März 2025     | Monastir            | ITF W15   | Hartplatz | Britt du Pree             | Elena Milovanović Nina Radovanovic           | 6:3, 3:6, [10:7]  |
| 13. | 28. Juni 2025     | Alkmaar             | ITF W15   | Sand      | Loes Ebeling Koning       | Rose Marie Nijkamp Isis Louise van den Broek | 7:64, 6:3         |
| 14. | 5. Juli 2025      | Amstelveen          | ITF W35   | Sand      | Joy de Zeeuw              | Jasmijn Gimbrère Stéphanie Visscher          | 1:6, 6:2, [10:8]  |